# جورجي بيريرا دا سيلفا
جورجي بيريرا دا سيلفا (بالبرتغالية: Jorge Pereira da Silva‏)، لاعب كرة قدم برازيلي، لعب سابقاً في نادي الخليج السعودي.

## روابط خارجية
- جورجي بيريرا دا سيلفا على موقع رابطة كرة القدم اليابانية للمحترفين (اليابانية)
- جورجي بيريرا دا سيلفا على موقع قاعدة بيانات كرة القدم.إي يو (الإنجليزية)
- جورجي بيريرا دا سيلفا على موقع Soccerway.com (الإنجليزية)
- جورجي بيريرا دا سيلفا على موقع عالم كرة القدم.نت (الإنجليزية)